# Флаг Олёкминского района
Флаг муниципального образования «Олёкминский район» Республики Саха (Якутия) Российской Федерации — опознавательно-правовой знак, служащий официальным символом муниципального образования.

## Описание
«Прямоугольное полотнище, состоящее из трёх разновеликих горизонтальных полос соответственно белого, красного и зелёного цветов. Соотношение ширины полос к ширине флага: белой полосы — 13/16 ширины флага, красной полосы — 1/16, зелёной полосы — 1/8. На белом поле помещается двустороннее изображение основных элементов герба муниципального района „Олёкминский район“ — пониженный лазоревый волнистый пояс, сопровождённый вверху зелёным пшеничным снопом из девяти колосьев с золотыми зёрнами, скреплённым золотой орнаментальной пряжкой. Габаритная ширина изображения снопа на флаге должна составлять 1/5 длины полотнища флага, габаритная высота 1/3 ширины полотнища флага. Волнистый пояс расположен выше красной полосы на 1/10 высоты флага».

## Символика
Белый цвет (серебро) — символ чистоты, говорит о суровой красоте северного края, экстремальных условиях жизнедеятельности людей, чистоте их нравов и помыслов.
Зелёный цвет — символ надежды, радости и изобилия, цвет таёжных просторов, которыми богат Олёкминский край.
Красный цвет — символ храбрости, мужества, жизненных сил, красоты.
Лазоревая река — фрагмент исторического герба города Олёкминска, Высочайше утверждённого в 1790 году, центра обширного Олёкминского округа. Изображение реки символизирует почитание жителями матушки реки Лены, по которой в этот край пришли народы, населяющие ныне весь Ленский край.
Хлебный сноп — символ благодатной Олёкминской земли, земледельческой житницы Якутии.

## История
Описание первого флага Олёкминского района было прописано в уставе муниципального образования «Олёкминский улус (район) Республики Саха (Якутия)», текст которого был первоначально принят на местном референдуме 29 сентября 2002 года. Описание флага гласило:
«Флаг Олёкминского улуса (района) представляет собой прямоугольное полотнище белого цвета, по центру которого проходит волнообразная линия синего цвета, которая составляет 1/9 ширины флага. Выше её в центре располагается контур старинной часовни — символа олёкминской земли. Ниже волнообразной линии расположены красная и зелёная полосы — фрагменты государственного флага Республики Саха (Якутия)».